# Hotel Oloffson

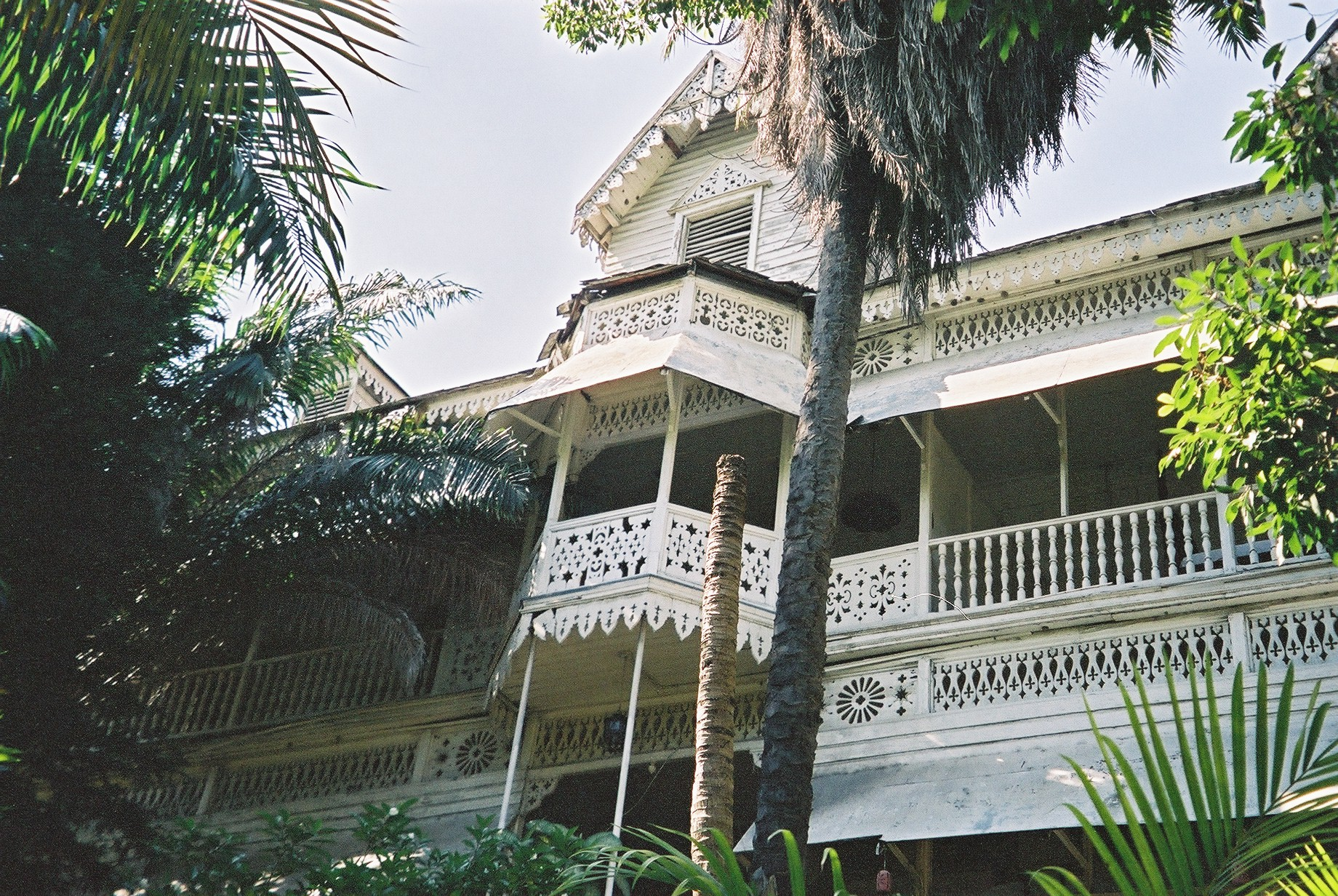
Hotel Oloffson por fuera.

El Hotel Oloffson es un hotel de Puerto Príncipe, Haití. Es la estructura emblemática más antigua de la ciudad que ha quedado en pie tras el terremoto del año 2010. El hotel fue incendiado el 6 de julio de 2025, por bandas haitianas en un ataque incendiario, tras la guerra de bandas en Haití.
La estructura principal del Hotel Oloffson es una mansión de estilo neogótico gingerbread (arquitectura), del siglo XIX, en medio de un jardín tropical, y se encuentra ubicado en el centro de Puerto Príncipe. La mansión fue construida originalmente como una residencia privada de la poderosa familia Sam que incluye a dos expresidentes. El hotel sirvió de referencia para el Hotel Trianon de la famosa novela The Comedians, escrita en 1966 por Graham Greene. Su fachada sirvió de inspiración para que el caricaturista Charles Addams creara la Casa de la Familia Addams. Desde 1990, el hotel ha sido sede de presentaciones semanales de la banda de género mizik rasin, RAM, famosa por su música de protesta durante la dictadura militar de Raoul Cedras de 1991 a 1994. El hotel es dirigido por el músico y cantante Richard Morse, quien además es houngan, es decir sacerdote voodoo. En el hotel también se filmó parte del documental La deriva dulce de un niño haitiano (2009), sobre el escritor Dany Laferrière.